# Pohádky o mašinkách
Pohádky o mašinkách je kniha originálních pohádek či bajek Pavla Naumana, v nichž jsou hlavními postavami lokomotivy a železničáři. Příběhy se odehrávají na pražském Smíchovském nádraží a okolních tratích. První vydání vyšlo v Praze v nakladatelství Fr. Borový v roce 1942, kniha vyšla v přinejmenším devíti vydáních (Borový 1947, ČSS 1949 a 1954, SNDK 1960, ČSS 1967, Paseka 2007 a 2010 ) a nedatované vydání kolem roku 1991 Pavla Naumana (syna spisovatele) ve spolupráci s Institutem pro středoevropskou kulturu a politiku (označeno jako sedmé vydání). Všechna vydání byla ilustrována Kamilem Lhotákem. V roce 1958 byly vydány i ve slovenském překladu (Anna Miháliková) v nakladatelství Mladé letá. Místopisné názvy byly upraveny pro okolí Bratislavy.

## Adaptace
Podle knihy byl v roce 1985 natočen i stejnojmenný desetidílný animovaný večerníček (premiérově vysílán 25. října až 3. listopadu 1987), který režíroval Eduard Hofman a namluvil Vladimír Ráž, v roce 2003 či 2005 vydal Universal Music na CD zvukovou verzi všech dílů. V roce 1995 vydal Bonton Music a v roce 2001 ve zkrácené verzi Supraphon na kazetě zvukovou nahrávku tří pohádek (v roce 1992 je namluvil Pavel Zedníček). DTP Studio v Praze vydalo v roce 2003 multimediální set kombinující tištěnou knížku s interaktivním CD, které obsahuje též audioverzi jedné pohádky (O dlouhé lokomotivě) v podání Karla Greifa, kompletní e-knihu v textové i zvuková podobě i fotografie skutečných parních lokomotiv. Od pondělí 1. listopadu 2010 vysílal Český rozhlas 2 Praha dvanáctidílný seriál Hajaja - Pohádky o mašinkách, připravený studiem Olomouc.

## Děj
V první pohádce si nechá nejvyšší pan železničář u zlého černokněžníka Zababy postavit největší lokomotivu na světě. Jeho pýcha je ale ztrestána a nikdo si s jeho obrovskou lokomotivou, která hned při první zkušební jízdě za mokropeským mostem vykolejila, neví rady. Až malý chlapeček Pašíček jim poradí. Lokomotivu rozřežou na řadu menších mašinek, o nichž jsou následující pohádky. Stejně jako v bajkách jsou na lokomotivách předváděny lidské vlastnosti jako pýcha, statečnost, mlsnost či skromnost. Hlavní kladnou lidskou postavou je pan Blahoš z výtopny, který nakonec pomůže k polepšení i černokněžníku Zababovi.

## Kapitoly
1. Pohádka o dlouhé lokomotivě
2. Druhá pohádka o dlouhé lokomotivě
3. O pyšné lokomotivě
4. Pohádka o zcela maličké lokomotivě
5. Jak jela lokomotiva pro brambory [pozn 1]
6. Pohádka o zelené mašince
7. O neposlušné mašince
8. O mašince, která nechtěla jezdit po kolejích
9. Velice vážná pohádka o černokněžníku Zababovi